# 신안산선
신안산선(新安山線)은 서울특별시 영등포구의 여의도역에서 경기도 시흥시의 시흥시청역과 안산시의 한양대역과 원시역을 이을 광역철도 노선이다.
1997년 IMF 구제금융 요청으로 사업이 무산된 3기 지하철 중 서울 지하철 10호선 노선을 대체했다. 수익형 민자사업으로 건설되며 2018년 2월 23일 넥스트레인이 우선협상대상자로 지정됐다. 완공되면 소유권은 국가에 귀속되고, 민자 사업자는 선로 유지보수운영 업무를 담당한다. 운영은 동일한 사업자나 별도 업체에서 담당하되, 치안 서비스는 국토교통부 산하의 철도특별사법경찰대에서 담당할 예정이다.

## 연혁
- 2003년 4~12월: 예비타당성 조사
- 2006년 6월~2007년 12월: 타당성 조사 및 기본계획
- 2008년 12월~2009년 12월: 신안산선 지역갈등 해소방안 연구용역
- 2010년 4~9월: 타당성 재조사
- 2010년 12월 15일: 기본계획 고시[2]
- 2011년 3월~2012년 2월: 노반 기본 및 실시설계
- 2013년 7월~2015년 8월: 민자사업 타당성 분석
- 2014년 9월~2015년 12월: 타당성 조사 및 기본계획 변경 용역
- 2015년 9월~2016년 2월: 시설사업 기본계획 수립
- 2016년 10월 13일: 민자사업지정 및 시설사업기본계획 고시
- 2016년 12월 23일: 시설사업기본계획 재고시
- 2017년 12월 12일: 시설사업기본계획 변경 재고시
- 2018년 2월 23일: 넥스트레인 우선협상대상자 선정
- 2018년 12월 12일: 민간투자사업심의위원회 통과
- 2018년 12월 27일: 실시협약 체결
- 2024년 11월 2일: 서해선 공용 서화성~홍성역 구간 개통[3][4], 초지 ~서화성구간 임시 셔틀버스 운행(선로공용 완공때까지)
- 2026년 3월 31일: 서화성~원시역 구간 개통 예정
- 2026년 12월 개통(예정)

## 노선 개요
- 노선명: 신안산선
- 노선번호: 미정
- 노선 거리: 49.4㎞
- 운영 기관: 운영방식 및 기관 등 미정
- 궤간: 1,435㎜ (표준궤)
- 통행 방식: 좌측 통행
- 역 수: 18개
- 보안장치: 미정
- 운행차량: 미정
- 차량기지: 송산차량사업소

## 역 목록
역명은 국가철도공단 노선도에 따른 것으로, 추후 연장되거나 변경될 수 있다.

### 본선
| 역 번호 | 역명                         | 로마자 역명                               | 국한문 역명                  | 역간 거리 | 누적 거리 | 급행 | 환승                                                                                     | 소재지     | 소재지   |
| ------- | ---------------------------- | ----------------------------------------- | ---------------------------- | --------- | --------- | ---- | ---------------------------------------------------------------------------------------- | ---------- | -------- |
|         | 여의도(신한투자증권)         | Yeouido(Shinhan Securities)               | 汝矣島(新韓投資證券)         |           |           | ●    | ● 수도권 전철 5호선 ● 서울 지하철 9호선                                                  | 서울특별시 | 영등포구 |
|         | 영등포                       | Yeongdeungpo                              | 永登浦                       |           |           | ●    | 경부선 ● 수도권 전철 1호선                                                               | 서울특별시 | 영등포구 |
|         | 도림사거리                   | Dorimsageori                              | 道林四街里                   |           |           | │    |                                                                                          | 서울특별시 | 영등포구 |
|         | 신풍                         | Sinpung                                   | 新豊                         |           |           | ●    | ● 서울 지하철 7호선                                                                      | 서울특별시 | 영등포구 |
|         | 대림삼거리                   | Daerimsamgeori                            | 大林三街里                   |           |           | │    |                                                                                          | 서울특별시 | 영등포구 |
|         | 구로디지털단지(원광디지털대) | Guro Digital Complex(Wonkwang Digitaldae) | 九老디지털團地(圓光디지털大) |           |           | ●    | ● 서울 지하철 2호선                                                                      | 서울특별시 | 관악구   |
|         | 신독산                       | Sindoksan                                 | 新禿山                       |           |           | │    |                                                                                          | 서울특별시 | 금천구   |
|         | 시흥사거리                   | Siheungsageori                            | 始興四街里                   |           |           | │    |                                                                                          | 서울특별시 | 금천구   |
|         | 석수                         | Seoksu                                    | 石水                         |           |           | ●    | ● 수도권 전철 1호선                                                                      | 서울특별시 | 금천구   |
|         | 광명                         | Gwangmyeong                               | 光明                         |           |           | ●    | ● 신안산선 (원시(국제테마파크행)) (예정) ● 수도권 전철 1호선 ● 수도권 전철 경강선 (예정) | 경기도     | 광명시   |
|         | 목감                         | Mokgam                                    | 牧甘                         |           |           | │    |                                                                                          | 경기도     | 시흥시   |
|         | 장하                         | Jangha                                    | 獐下                         |           |           | │    |                                                                                          | 경기도     | 안산시   |
|         | 성포                         | Seongpo                                   | 聲浦                         |           |           | │    |                                                                                          | 경기도     | 안산시   |
|         | 중앙(서울예술대학교)         | Jungang(Seoul Institute of the Arts)      | 中央(서울藝術大學校)         |           |           | ●    | ● 수도권 전철 4호선 ● 수도권 전철 수인·분당선                                            | 경기도     | 안산시   |
|         | 안산시청                     | Ansan city Hall                           | 安山市廳                     |           |           | │    |                                                                                          | 경기도     | 안산시   |
|         | 한양대(에리카 캠퍼스)        | Hanyang University(Erika Campus)          | 漢陽大                       |           |           | ●    |                                                                                          | 경기도     | 안산시   |

### 시흥시청분기선
시흥시청 ~ 원시 구간은 서해선에 포함된 구간으로 2018년 6월 16일 개통되었다. 원시 ~ 송산 구간은 서해선 광역전철과 직결되는 구간으로, 신안산선 사업에 포함된다.
- ● 수도권 전철 서해선 노선색으로 표시된 구간 (시흥시청 ~ 원시)은 서해선과 선로를 공유 할 예정이다.
- ● 수도권 전철 경강선 노선색으로 표시된 구간 (광명 ~ 매화)는 경강선과 선로를 공유 할 예정이다.

| 공용노선 | 역 번호 | 역명         | 로마자 역명              | 한자 역명 | 역간 거리 | 누적 거리 | 환승                                             | 소재지 | 소재지        |
| -------- | ------- | ------------ | ------------------------ | --------- | --------- | --------- | ------------------------------------------------ | ------ | ------------- |
| 경강선   |         | 광명         | Gwangmyeong              | 光明      |           |           | ● 신안산선 (한양대행) (예정) ● 수도권 전철 1호선 | 경기도 | 광명시        |
| 경강선   |         | 학온         | Hagon                    | 鶴溫      |           |           |                                                  | 경기도 | 광명시        |
| 경강선   |         | 매화         | Maehwa                   | 梅花      |           |           |                                                  | 경기도 | 시흥시        |
| 서해선   |         | 시흥시청     | Siheung City Hall        | 始興市廳  |           |           | ● 수도권 전철 경강선 (예정)                      | 경기도 | 시흥시        |
| 서해선   |         | 시흥능곡     | Siheung-Neunggok         | 始興陵谷  |           |           |                                                  | 경기도 | 시흥시        |
| 서해선   |         | 달미         | Dalmi                    | ―         |           |           |                                                  | 경기도 | 안산시 단원구 |
| 서해선   |         | 선부         | Seonbu                   | 仙府      |           |           |                                                  | 경기도 | 안산시 단원구 |
| 서해선   |         | 초지         | Choji                    | 草芝      |           |           | ● 수도권 전철 4호선 ● 수도권 전철 수인·분당선    | 경기도 | 안산시 단원구 |
| 서해선   |         | 시우         | Siu                      | 時雨      |           |           |                                                  | 경기도 | 안산시 단원구 |
| 서해선   |         | 원시         | Wonsi                    | 元時      |           |           |                                                  | 경기도 | 안산시 단원구 |
| 서해선   |         | 국제테마파크 | International Theme Park | 國際―     |           |           |                                                  | 경기도 | 화성시        |
| 서해선   |         | 서화성       | Seohwaseong              | 西華城    |           |           |                                                  | 경기도 | 화성시        |
| 서해선   |         | 화성시청     | Hwaseong City Hall       | 華城市廳  |           |           |                                                  | 경기도 | 화성시        |
| 서해선   |         | 향남         | Hyangnam                 | 鄕南      |           |           |                                                  | 경기도 | 화성시        |

## 논란

### 노선 논란
당초 계획은 청량리 ~ 안산 구간을 건설할 예정이었으나, 안산시와 시흥시가 노선을 요구하고 이에 대해 의견 차가 좁혀지지 않아 결국 광명역에서 안산, 시흥 방면 노선이 분기되는 것으로 최종 확정되었다.

### 사업자 선정 논란
- 2017년 8월 8일: 국토교통부가 우선협상대상자로 선정된 트루벤인베스트먼트 컨소시엄에 부적격 사전통지를 하였다.[6]
- 2017년 9월 27일: 트루벤인베스트먼트 컨소시엄이 국토교통부를 상대로 제기한 '우선협상자 지정 취소 효력 정치 가처분 신청'을 서울행정법원이 기각하였다. 이로써 신안산선 사업자 선정이 원점으로 복귀하였다.[7]

### 계속되는 착공 지연
2002년 개발계획이 발표되었으나 착공이 계속 지연되면서 광명, 시흥, 안산, 화성 송산그린시티 주민들이 반발하였다. 2018년 9월 광명, 시흥, 안산, 송산 일대 96개 아파트 입주단지 대표들로 구성된 '신안산선의 빠른 개통을 위한 시민연대'(이하 시민연대)는 16년째 진전이 없는 신안산선 착공 요구 성명서를 발표하였다. 시민연대는 "정부의 정보공개사이트를 확인해보면 GTX-A는 실시설계 및 실시협약, 건설사업 관리 등이 내역확인이 가능한데 신안산선은 조회조차 되지 않는다. 주민을 기만하고 무시한 행동이 아닐 수 없다"고도 비판했다. 시흥, 안산, 광명, 금천, 영등포 등 관련 지역의 국회의원들은 '신안산선 조기개통을 위한 국회의원 모임'을 발족해 참여하고 있는 상태이다.
국민의힘 함진규 의원(경기 시흥시 갑)은 국회 국토교통위원회 전체회의에서 김현미 국토교통부 장관에게 신안산선 착공 시기에 대해 질문했고, 김 장관은 "이변이 없으면 내년(2019년) 말 착공한다"고 답변했다. 2018년 12월, 3기 신도시 계획과 함께 발표된 교통 대책에서는 신안산선의 2019년 8월 착공이 포함되었다.

### 에스컬레이터 미설치 논란
넥스트레인이 민자사업으로 수익성을 맞추기 위해 지하철 출입구를 줄이고 에스컬레이터를 없앴다는 주장이 제기되어 논란이 되었다. 실제로 서울 구간의 경우 최대 깊이가 70m에 달하는 만큼, 엘리베이터를 이용하지 않고는 승강장으로 진입할 방법이 없다. 넥스트레인 측은 이에 대해 초고속 엘리베이터를 설치해 1분 이내 승강장 진입이 가능하다고 설명하나, 출퇴근시간대 엘리베이터 이용자가 몰릴 경우 대기시간이 길어지며, 엘리베이터가 고장났을 때, 엘리베이터를 점검 중일 때는 계단을 이용해야 한다.

### 서해선공용문제

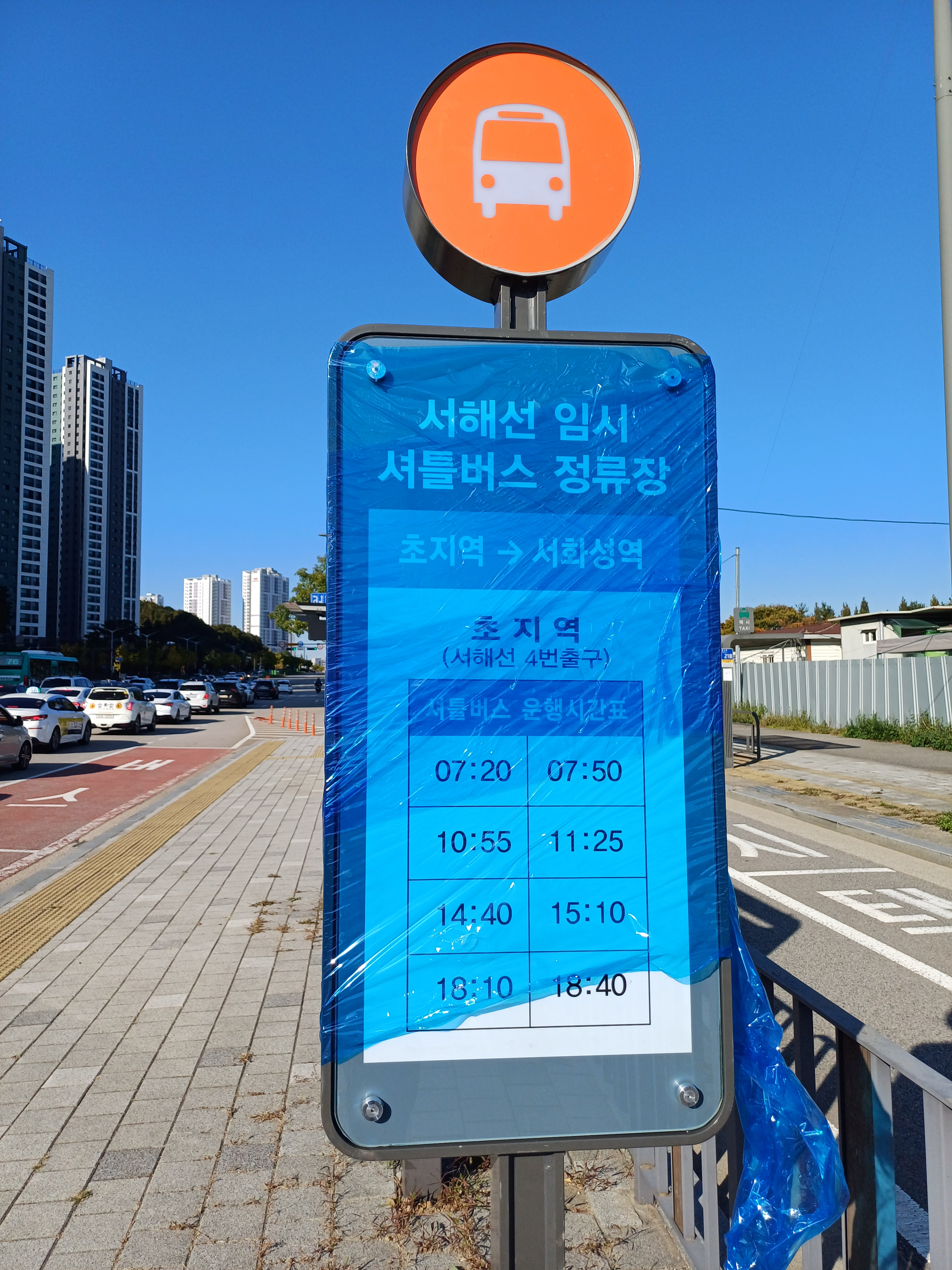
초지역 4번출구에 위치해 있는 서해선 임시 버스정류장

서해선 공용 구간인 서화성역  ~ 원시역  공사하고 있으나 늦어도 2026년 3월 31일에 개통될 예정이다. 신안산선 개통시까지 2024년 11월 2일부터 서화성역 ~ 초지역 구간 임시 연계 셔틀버스를 운행한다.

## 사건 및 사고
- 2025년 4월 11일, 광명 신안산선의 공사 현장에서 도로가 붕괴해 1명이 실종되고, 1명이 고립되었다.[14] 매몰된 2명 중 굴삭기 기사인 1명은 연락이 닿았지만 한 명은 생사를 알 수 없는 상황이다. 붕괴가 발생한 곳은 전날 10일 밤 9시50분쯤에 붕괴 우려 신고가 접수되었던 광명시 일직동 신안산선 복선전철 민간투자사업 제5-2공구 환기구 공사 현장이다. 당시 현장에서는 ‘투아치'(2arch) 구조로 시공 중이던 지하터널 안의 가운데 기둥에 균열이 생겼다고 한다.[15] 소방 대응 1단계 발령해 구조 작업 중이다.[14] 2025년 4월 14일 지하터널 공사현장 붕괴 사고로 근로자 1명이 실종된 지 72시간이 지났지만 찾지 못한 상태이다.[16]
- 2025년 4월 16일 실종되었던 근로자가 숨진채 발견되었다.[17]업무상 과실치사상죄 혐의로 시공·하청·감리사 3명이 경찰에 입건되었다.[18]
- 2025년 4월 25일 경기남부경찰청 수사전담팀과 고용노동부 성남지청은 경찰 수사관 60명과 고용노동부 근로감독관 등 90명을 투입시켰다.[19]

## 같이 보기
- ● 수도권 전철 서해선
- 안산선
- 경강선
  - 월곶-판교선
- 시흥대로
- 넥스트레인